# Manspreading

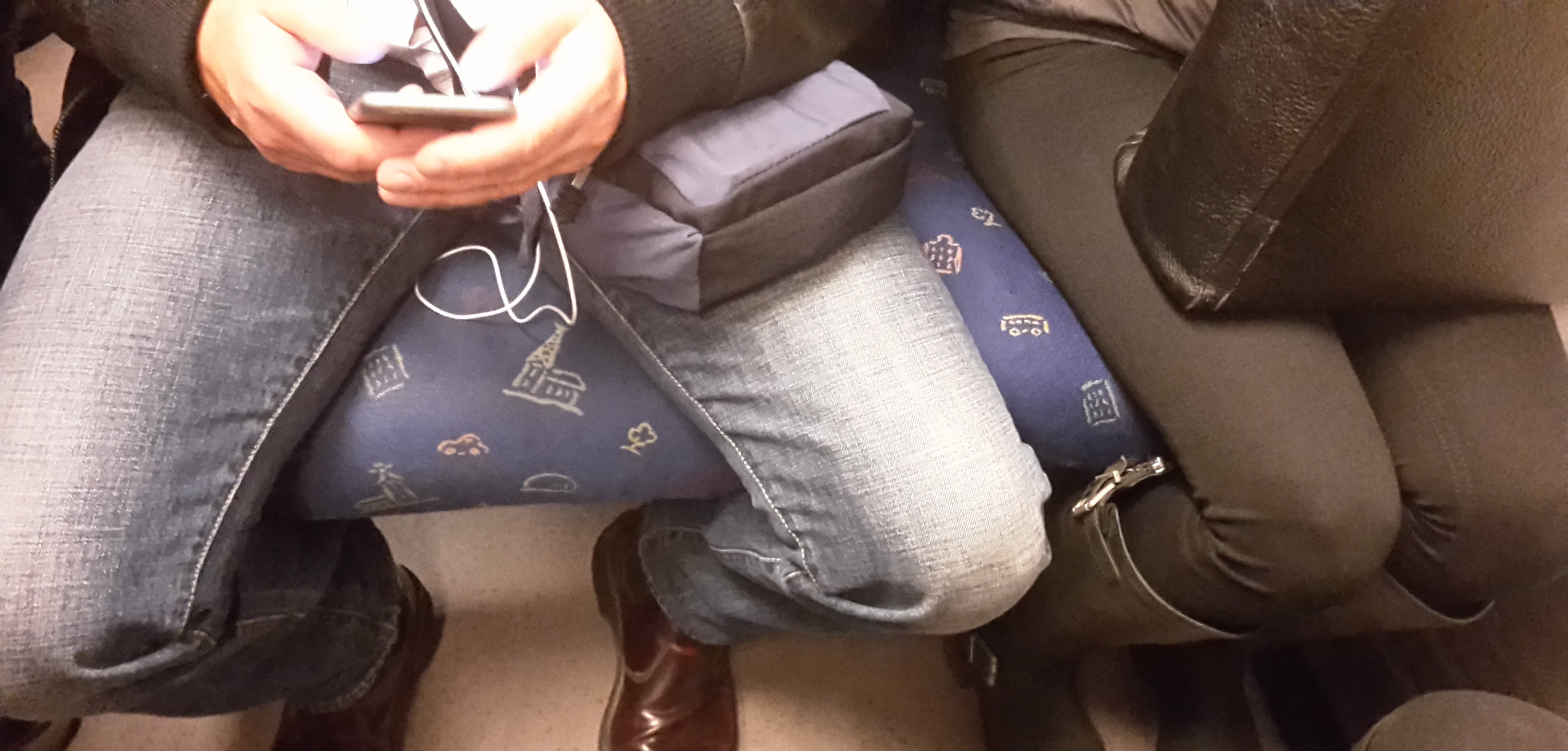
Manspreading, hier in der Stockholmer U-Bahn.

Manspreading ist ein Kofferwort aus man (englisch für: ‚Mann‘) und -spreading (englisches Verb to spread, deutsch: ’(sich) ausbreiten‘). Mit dem Begriff wird das männliche Verhalten bezeichnet, mit gespreizten Beinen an öffentlichen Orten zu sitzen und somit dann mehr Platz einzunehmen, als notwendig wäre. Der Begriff gilt als pejorativ.

## Phänomen
Die Debatte um die ausladende Körperhaltung von Männern insbesondere im öffentlichen Nahverkehr begann im Jahr 2013 mit einer Kampagne auf Tumblr. Ein Jahr später wurde das Phänomen mit dem Kofferwort manspreading bezeichnet. Eine Kampagne des New Yorker Verkehrsunternehmens MTA popularisierte den Begriff Ende des Jahres 2014. Zu der Zeit entstand der erste Eintrag darüber im Urban Dictionary; OxfordDictionaries.com führt das Wort seit dem Jahr 2015 auf.

## Bewertungen und soziale Wirkung
Die Journalisten Ash Bennington und Mark Skinner argumentieren, dass die gespreizte Sitzhaltung eine natürliche Folge des männlichen Körperbaus sei. Der Telegraph bezeichnet diese Behauptung als Chauvinismus. Die Sportwissenschaftlerin Ina Hunger und der Sozialwissenschaftler und Geschlechterforscher Paul Scheibelhofer verweisen darauf, dass das Manspreading anerzogenes bzw. erlerntes Verhalten sei.
Tanya Vacharkulksemsuk von der Universität in Berkeley in Kalifornien hat in einer Studie gezeigt, dass Männer mit ausgebreiteten Beinen und Armen im Allgemeinen attraktiver auf ihr Gegenüber wirken. Dies hat sie anhand von Fotografien herausgefunden, wobei 87 % der weiblichen Bewerterinnen es anziehender fanden, wenn Männer breitbeinig saßen. Andererseits wurde es tendenziell eher unattraktiv empfunden, wenn Frauen so sitzen. Hingegen wird eine Sitzhaltung mit überschlagenen Beinen bei Frauen, im positiven Sinn, oft als weiblicher angesehen.

## Reaktion von Beförderungsunternehmen

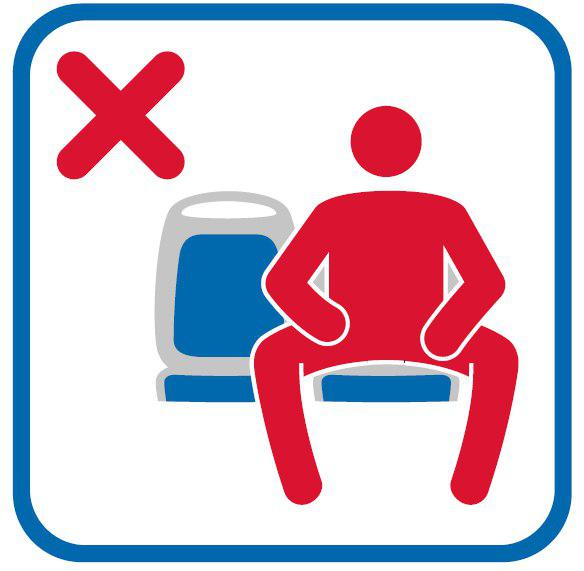
Hinweisschild in spanischen Bussen, EMT Madrid

### USA
Das in New York ansässige Bahnunternehmen Metropolitan Transportation Authority (MTA) hat auf Grund von Beschwerden beschlossen, Werbehinweise aufzustellen, die darauf hinweisen sollten, dass man den Platzverbrauch auf ein Minimum beschränken solle. 2014 wurden zwar in Chicago und Washington, D.C. von Transportbeamten im Allgemeinen keine Beanstandungen wegen Manspreading festgestellt. Inzwischen jedoch wurden nicht nur in New York, sondern auch in Philadelphia und Seattle entsprechende Schilder angebracht. 2016 startete auch Chicago eine entsprechende Anzeigenkampagne. Los Angeles und San Francisco verlangen seit 2016 100 US-Dollar Strafe von denen, die einen zweiten Sitz beanspruchen, obwohl sie zum Freigeben aufgefordert wurden.

### Kanada
In Toronto sagte 2014 eine Vertreterin der Toronto Transit Commission, sie wisse nichts von Beschwerden zu Manspreading. Doch schon im Januar 2015 wurden Stimmen laut, die ein Vorgehen wie in New York forderten, was zu einer Gegenkampagne führte.

### Österreich
Im November 2019 wurde von den Wiener Linien der Kampf gegen das Phänomen mit Sozial-Media-Postings wie „Sei ein Ehrenmann und halt deine Beine zam!“ aufgenommen. Der Sprecher des Betriebes, Christoph Heshmatpour, gab an, dass alleine auf Facebook 500.000 Personen erreicht wurden und auf Twitter 16.000 direkte Reaktionen gezählt wurden. Es seien in der angestoßenen Diskussion drei sich die Waage haltende Fronten erkennbar: Teilnehmer, die das Posting „super finden“, jene, die sich darüber aufregen und eine Gruppe, die sich über die zweite Gruppe lustig mache. Ebenfalls wurde in Gegenkampagnen mit dem Slogan „Owa mit da Toschen, sonst gibt’s auf die Goschn!“ zu Gewalt gegen Frauen aufgerufen, die das She-Bagging zum Anlass hatten.

### Spanien
In Madrid ist Manspreading in Omnibussen seit 2017 verboten. Die feministische Gruppe Microrrelatos Feministas hält die Sitzposition für einen Eingriff in die Freiheit des Sitznachbarn. Deshalb hatten sie eine Online-Petition gestartet, die mehr als 12.000 Menschen unterschrieben haben. Die Linkspartei Podemos will die Anregung noch weiterentwickeln und Manspreading auch in U-Bahnen verbieten.

### Japan
In Japan gab es bereits in den 1970er Jahren Kampagnen gegen das Phänomen.

## Rezeption
2016 fand in New York City in der Außenstelle des New York Transit Museum im Grand Central Terminal in Manhattan eine Ausstellung statt. Sie zeigte internationale Beispiele für Kampagnen gegen schlechtes Benehmen in öffentlichen Verkehrsmitteln seit den 1940er Jahren. Auch Poster, die sich gegen Manspreading wandten, waren ausgestellt.

## Kritik

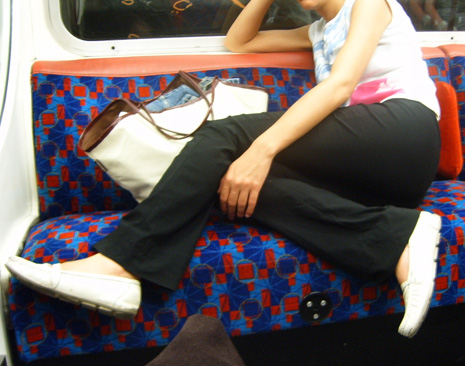
She-Bagging, in der Londoner U-Bahn.

Es wurde kritisiert, dass ähnliche Verhaltensweisen, die primär Frauen verursachten, von den Manspreading-Kampagnen meist ignoriert würden,  beispielsweise das sogenannte „She-Bagging“. Dabei platziert eine Person ihre Taschen auf den Sitzflächen und beansprucht somit mehr Platz.
In der Washington Post schrieb Cathy Young 2016, dass Manspreading nur eine von vielen Wortneuschöpfungen sei, die „Mann“ als abwertende Vorsilbe verwenden, und sieht diese als Teil eines „aktuellen Zyklus der Misandrie“. Verstärkt durch soziale Medien würde sich der radikale Feminismus immer weiter in der Mitte der Gesellschaft ausbreiten. Das Niedermachen von Männern sei zum konstanten Hintergrundrauschen in den Online-Medien geworden.